# Danny Phantom
Danny Phantom es una serie de televisión de acción y aventura animada estadounidense creada por Butch Hartman para Nickelodeon. La serie sigue a Danny Fenton, de catorce años (con la voz de David Kaufman) quien, después de un accidente con un portal impredecible entre el mundo humano y la "Zona Fantasma", se convierte en un híbrido humano-fantasma y asume la tarea de salvar su ciudad (y el mundo) de los posteriores ataques de fantasmas utilizando una variedad en evolución de poderes sobrenaturales. Él es ayudado en su búsqueda por sus dos mejores amigos Sam Manson (Grey DeLisle) y Tucker Foley (Rickey D'Shon Collins), y más tarde, su hermana mayor Jazz (Colleen Villard), quienes durante la mayor parte de la serie se encuentran entre Las únicas personas que saben de su doble vida.
A lo largo de su carrera, Danny Phantom recibió cinco nominaciones a los Premios Annie y, en general, críticas positivas de críticos y audiencias, con elogios principalmente dirigidos a sus temas e historias influenciados por el elenco y el cómic. El propio Hartman ha notado que la serie es posiblemente su trabajo más popular y aclamado, a pesar de su vida de producción relativamente corta en comparación con Los padrinos mágicos. Además, Danny Phantom ha generado videojuegos, lanzamientos de videos caseros, juguetes y otros productos.

## Premisa
Danny Phantom se centra en la vida y las aventuras de Danny Fenton (con la voz de David Kaufman), un chico de catorce años que vive en el pequeño pueblo de Amity Park. Vive con sus padres cazadores de fantasmas, Jack y Maddie (Rob Paulsen y Kath Soucie), y su sobreprotectora pero cariñosa hermana de dieciséis años, Jazz (Colleen Villard). Ante la presión de sus dos mejores amigos, Sam Manson (Grey DeLisle) y Tucker Foley (Rickey D'Shon Collins), Danny decide explorar el Portal Fantasma creado por sus padres en su intento de unir el mundo real y la Zona Fantasma (el universo paralelo en el que residen los fantasmas), que cuando está enchufado, no funciona. Una vez dentro, inadvertidamente presiona el botón "Encendido" (que sus padres ingenuamente no pudieron hacer), activando así el Portal e infundiendo su ADN con ectoplasma, transformándolo en un medio fantasma.
Danny, que se llama a sí mismo "Danny Phantom" en forma fantasma, desarrolla la capacidad de levitar y volar, volverse invisible, volverse intangible y "eclipsar" (poseer y controlar) a las personas después de aprender a cambiar de un lado a otro a voluntad sus formas fantasma y humana. Con el tiempo, desarrolla habilidades mucho más fuertes, como su Rayo fantasma (una explosión concentrada de energía que dispara de su mano), su Lamento Fantasmal (un grito intensamente poderoso con capacidades sónicas que hace retroceder cualquier cosa atrapada en su camino), e incluso Crioquinesis. Inicialmente, Danny está asustado por sus nuevas habilidades y tiene poco control sobre ellas, pero pronto aprende a usarlas para proteger su ciudad de los fantasmas malévolos. Danny recurre a la vida de un superhéroe, usando sus poderes para liberar a su ciudad natal de los diversos fantasmas que comienzan a plagarla y casi siempre son traídos al mundo gracias a la activación esporádica del Portal Fantasma de los Fentons. Sam, Tucker y Jazz son los principales aliados de Danny en sus actividades de lucha contra los fantasmas, y lo ayudan a mantener en secreto su mitad fantasma.
La forma fantasma de Danny es una polarización de su aspecto cuando entró por primera vez en el Portal Fantasma. Cuando "se vuelve fantasma", su cabello negro se vuelve blanco, sus ojos azules se vuelven verdes, y el traje blanco y negro que se había puesto antes del accidente aparece en color negativo, con las áreas originalmente blancas del traje pareciendo negras, y viceversa. En el primer episodio de la segunda temporada, un fantasma concede el deseo involuntario de Sam de que ella y Danny nunca se hayan conocido; en consecuencia, Danny pierde no solo recuerdos, sino también sus poderes fantasmas, ya que Sam había sido el principal en persuadir a Danny para que investigara el Portal en primer lugar, lo que provocó el accidente. Afortunadamente, Sam había sido protegido del deseo por la tecnología de caza de fantasmas de los padres de Danny, permitiéndole persuadir al ahora completamente humano Danny para que recuperara sus poderes recreando el accidente. Esta vez, antes de que Danny ingrese al Portal, Sam reemplaza el logotipo de la cara de su padre en el mono, que también se había quitado la primera vez (si no lo hubiera hecho, habría sido parte de la forma fantasma de Danny), con su nuevo diseño del logotipo de letra fusionada "DP" en el cofre para que aparezca cuando se vuelva fantasma a partir de ese momento.
Danny se enfrenta a amenazas de todo tipo, incluido el vengativo cazador de fantasmas Valerie Gray (Cree Summer) quien, por un corto período de tiempo, se convierte en su interés amoroso, un enemigo medio fantasma Vlad Masters (Martin Mull), un viejo amigo de la universidad de su padre y considerado como el verdadero archirrival de Danny, e incluso sus propios padres que, como cazadores de fantasmas, ven a Danny Phantom (como lo harían con cualquier fantasma) como una amenaza para la sociedad. Además, Danny trata de mantener su secreto a salvo de sus compañeros de clase, maestros y familiares. A lo largo de la serie, Danny se da cuenta lentamente de su propio potencial y propósito, mientras que ambos mundos lentamente comienzan a aceptarlo como su defensor.

## Personajes
- Daniel "Danny" Fenton / Danny Phantom (con la voz de David Kaufman) es el protagonista titular de la serie. Danny es un chico de catorce años que adquiere poderes fantasmas en un accidente de laboratorio cuando entra y activa el Portal Fantasma de sus padres. Ahora medio fantasma, elige usar sus poderes para luchar contra los fantasmas malévolos que han comenzado a escapar regularmente de la misteriosa Zona Fantasma y plagar su ciudad natal de Amity Park.[5] Es un estudiante bastante impopular en la escuela secundaria, junto con sus amigos. Danny también enfrenta las dificultades típicas de un adolescente, pero con los desafíos adicionales de proteger a Amity Park de los frecuentes ataques de fantasmas, aprender a controlar sus poderes de fantasma y mantener su identidad secreta como "Danny Phantom". Un arco argumental en curso es su lucha por usar sus poderes en beneficio de otros en lugar de abusar de ellos para sus propias necesidades, aunque finalmente toma la decisión correcta con la ayuda de sus amigos. A pesar de luchar con frecuencia con la confianza en sí mismo, Danny valora su altruismo y llega a apreciar su propia valía.[8][9][10]

- Samantha "Sam" Manson (con la voz de Grey DeLisle) es la mejor amiga y, finalmente, novia de Danny al final de la serie; ella también es responsable del accidente en el que Danny gana sus poderes. Ella es una autoproclamada gótica, que también es practicante de una forma dramatizada de vegetarianismo llamada "Ultra Reciclo-Vegetarianismo"[5] (a menudo generalizada como "no comer nada que tenga carne") y es una activista aficionada, a menudo protestando sobre cuestiones ambientales y derechos de los animales. Al principio, ella es la mejor amiga de Danny; sin embargo, sus sentimientos por Danny se fortalecen con el tiempo. Finalmente se enamora de él, pero no puede decirle por miedo a arruinar su amistad. Su paciencia vale la pena, ya que Danny secretamente se enamora de ella también; al final de la serie, comparten sus verdaderos sentimientos entre ellos y se convierten en pareja.[8][11][12]

- Tucker Foley (con la voz de Rickey D'Shon Collins) es el mejor amigo masculino de Danny, un nerd que está obsesionado con la tecnología y tiene un PDA en todo momento. Cuando no se obsesiona con los artilugios, se obsesiona con las chicas.[13] Al igual que Sam, comparte el secreto de Danny y a menudo le ayuda a combatir fantasmas y los envía de vuelta a la Zona Fantasma. Generalmente, proporciona alivio cómico.[14] Los dispositivos de Tucker a veces son redundantes, pero funcionan bien en la Zona Fantasma o contra fantasmas. Tucker y Sam manejan con frecuencia los esfuerzos y triunfos de ayudar a Danny, especialmente cuando se está "volviendo fantasma".[15]

- Jasmine "Jazz" Fenton (con la voz de Colleen Villard) es la hermana mayor algo sobreprotectora pero amorosa de Danny, y una persona inteligente y muy sociable que se considera adulta. Jazz ve la obsesión de sus padres con los fantasmas como una señal de que necesita ayuda psicológica.[5][16] Eventualmente, se entera de los poderes de Danny,[17] pero elige no revelar su conocimiento hasta que él esté listo para hablar sobre ellos con ella.

- Jack Fenton (con la voz de Rob Paulsen) es el padre de Danny y Jazz y el esposo de Maddie. Jack expresa una obsesión por destruir fantasmas, ciegamente creyendo que todos los fantasmas son malvados y deben ser destruidos, incluido Danny Phantom.[18] Generalmente, es de naturaleza incompetente, pero puede ser un luchador efectivo cuando se le provoca.[18][19][20] Jack se preocupa por su familia pero no sabe acerca de los poderes de Danny.[5][16] Casi nunca se le ve sin su traje naranja.

- Maddie Fenton (con la voz de Kath Soucie) es la madre de Danny y Jazz y la esposa de Jack. Ella es una genio talentosa y una cazadora de fantasmas dedicada, aunque generalmente tiene como objetivo diseccionarlos y estudiarlos, en lugar de destruirlos.[16] Con un cinturón negro de noveno grado, es una luchadora excelente y competente de quien Danny probablemente heredó su propio talento para el combate.[19][21] Al igual que su esposo, ella no conoce los poderes de Danny y casi nunca se la ve sin su traje azul. También, usa una capucha de mono que la hace parecer Catwoman de DC Comics.

- Vlad Masters / Vlad Plasmius (con la voz de Martin Mull) es el archienemigo de Danny durante toda la serie. Vlad había asistido a la Universidad de Wisconsin-Madison con Jack y Maddie, hasta que el prototipo del Portal Fantasma de Jack emitió ecto-acné en la cara de Vlad, dándole poderes de fantasma y arruinando su vida social. Medio fantasma durante 20 años, Vlad tiene mucha más experiencia con sus poderes fantasmas que Danny. Vlad sirve como el principal antagonista a lo largo de toda la serie, ya que siempre intenta robar a Maddie de Jack y persuadir a Danny para que se una a su lado y destruya a sus amigos. Aparece por primera vez en "Reuniones Amargas".

## Producción

### Música
La partitura para Danny Phantom fue compuesta por Guy Moon. Hartman señala:

Por las notas iniciales de la canción de Danny Phantom, sabías que era Danny Phantom. La música de crédito final es asombrosa; la música dentro del programa donde Danny está luchando contra un fantasma, o cuando una relación se vuelve muy tierna, y hay un momento tierno, la música allí también es increíble. Además, para colmo, la increíble canción de Ember, "Remember", fue una gran canción. La gente simplemente ama esa canción y realmente respondió muy bien. Entonces, creo que Danny Phantom no solo tenía la mejor música en los dibujos animados, sino también en toda la televisión.

Moon apoya su partitura (y tema musical) con una línea de bajo prominente y a menudo explora el género funk, especialmente en las transiciones de escenas. Por lo general, presenta guitarra eléctrica en momentos más llenos de acción, instrumentos de metal profundo en momentos más oscuros y piano eléctrico en momentos más tiernos. Su puntaje también a veces incluye un theremín, que sirve como un motivo fantasmal.
Hartman ha confirmado que la línea de bajo en la canción del tema de Danny Phantom se inspiró en gran medida en la exitosa canción de 1989 "The Invisible Man" de Queen.

## Emisión
Danny Phantom se estrenó el 3 de abril de 2004 a las 9:30 p. m. con su primer episodio transmitido después de los Kids Choice Awards 2004. La serie emitió su episodio final el 24 de agosto de 2007. Después de que finalizó el programa, las repeticiones continuaron transmitiéndose en Nicktoons hasta el 25 de diciembre de 2016 y volvieron a estrenarse en Nick Rewind por primera vez el 16 de enero de 2019. La serie se emitió en CBC en Canadá.

## Mercancías

### Videojuegos
Se han lanzado dos videojuegos para la serie. Danny Phantom: The Ultimate Enemy (para Game Boy Advance) se hizo para promocionar el próximo especial "The Ultimate Enemy" con el juego principal que consiste en eventos de la película de televisión. Es un juego de plataformas en 2D y fue lanzado el 8 de septiembre de 2005. Danny Phantom: Urban Jungle para Game Boy Advance y Nintendo DS fue para promocionar el episodio de Danny Phantom "Urban Jungle". Se basa libremente en el episodio y es estrictamente un juego de disparos. Fue lanzado el 19 de septiembre de 2006.
Danny es uno de los héroes principales de Nicktoons Unite! serie, que aparece en los cuatro juegos en múltiples plataformas, Nicktoons Unite!, Nicktoons: Battle for Volcano Island, Nicktoons: Attack of the Toybots y SpongeBob SquarePants con Nicktoons: Globs of Doom.
Danny Phantom y otros personajes y ubicaciones de la serie también han aparecido en otros videojuegos cruzados de Nickelodeon que incluyen: Nicktoons MLB, Nicktoons: Summer Camp, Nicktoons Basketball (PC), Nicktoons Movin' (PlayStation 2), Nicktoons Winners Cup Racing (PC), Nicktoons Nitro (Arcade), Nicktoons: Freeze Frame Frenzy (Game Boy Advance), Nickelodeon Super Brawl Universe (Android e iOS) y Nicktoons: Android Invasion (LeapFrog Didj).

### Medios de comunicación impresos
En octubre de 2005, Scholastic Corporation publicó un libro de capítulos de Nick Zone, Stage Fright, con una historia original de Danny Phantom escrita por Erica David e ilustrada por Victoria Miller y Harry Moore. Danny Phantom también hizo varias apariciones en la Revista Nickelodeon, incluidos los cómics originales "Brat's Entertainment!" (con Youngblood) y "Seeing Red" (con Undergrowth).

### Juguetes
Se ha producido poca mercancía oficial para Danny Phantom; sin embargo, en 2005, Burger King lanzó una línea de juguetes de comida para niños Danny Phantom.

### Vestir
A partir de 2020, una línea de camisas de Danny Phantom está disponible en Kohl's como parte de su colección de mercancía con licencia de Nickelodeon.

## Recepción

### Crítica
Danny Phantom fue bien recibido tanto por los críticos de televisión como por el público. La serie reunió seguidores de culto. Muchas audiencias han descrito la serie como uno de los mejores espectáculos de Butch Hartman, y Hartman también lo reconoció e incluso se refirió al espectáculo como una "piedra de toque cultural".
Sean Aitchison de CBR dijo: “Danny Phantom podría tener algunos elementos que lo ubican firmemente en la década de 2000, pero la narración y el diseño aún se sienten frescos y divertidos en la actualidad. El espectáculo estuvo lleno de acción y humor, y los personajes se sintieron reales y en capas. Si estás buscando una vieja caricatura de Nickelodeon para volver a mirar, Danny Phantom debería estar en tu lista". Eric McInnis, escribiendo para la revista Study Breaks, dijo: "El programa ofreció comedia divertida, personajes memorables y fantásticos diseños de personajes para los enemigos con los que Danny tuvo que luchar en cada episodio". Joly Herman de Common Sense Media escribió más negativamente sobre Danny Phantom, diciendo que" esta caricatura puede ser divertida y los personajes son únicos". Pero, como es el c+aso con tantas caricaturas contemporáneas, la prisa por la violencia eclipsa los buenos aspectos de la serie. Las amenazas de muerte, la tortura, los cuchillos y la violencia contra las mujeres son comunes. No hay oportunidad de resolver las cosas. Danny es un cobarde o un héroe, no hay nada intermedio. Él pelea o perece, lo cual es una gran elección para un tipo sensible".

### Premios y nominaciones
| Año  | Premio                | Categoría                                                                        | Candidato              | Resultado | Fuente |
| ---- | --------------------- | -------------------------------------------------------------------------------- | ---------------------- | --------- | ------ |
| 2004 | Premios BMI Film / TV | Premio BMI Cable                                                                 | Butch Hartman Guy Moon | Ganador   | [ 37 ] |
| 2006 | Premios Annie         | Guion gráfico en una producción animada de televisión por "Crisis de Identidad"  | Ben Balistreri         | Nominado  | [ 38 ] |
| 2007 | Premios Annie         | Diseño de personajes en una producción de televisión animada por "El Rey Tucker" | Ben Balistreri         | Nominado  | [ 39 ] |
| 2007 | Premios Annie         | Guion gráfico en una producción animada de televisión por " Jungla Urbana"       | Ben Balistreri         | Nominado  | [ 39 ] |
| 2007 | Premios Annie         | Guion gráfico en una producción animada de televisión por "Viaje a la Realidad"  | Shaunt Nigoghossian    | Nominado  | [ 39 ] |
| 2008 | Premios Annie         | Guion gráfico en una producción animada de televisión por "Torrente de Terror"   | Ben Balistreri         | Nominado  | [ 40 ] |

### Apelar a audiencias mayores
Danny Phantom presenta a un protagonista adolescente y sus experiencias en la escuela secundaria, un escenario raramente explorado en programas de televisión animados anteriores. Como resultado, el programa ha atraído a un amplio grupo demográfico, atrayendo a niños pequeños que sienten curiosidad por la experiencia de la escuela secundaria, adolescentes que lo conocen muy bien e incluso adultos que miran el programa con buenos recuerdos (o a veces no tan buenos). de su propia adolescencia. Hartman señala:

Muchos programas se centraron en niños en la escuela primaria, niños en edad preescolar, pero no muchos en una escuela secundaria, y creo que muchos niños en la adolescencia, cuando se encontraron por primera vez con Danny Phantom, realmente respondieron muy bien. , porque Danny estaba pasando por lo mismo que estaban pasando: tratar con niñas, tratar con niños, el baile de la escuela secundaria, matones ... Creo que esa es realmente la razón por la que Danny Phantom resonó con muchos niños y por qué todavía resuena con muchos adolescentes hoy.

Las audiencias mayores también elogiaron el programa por abordar "temas más maduros" de una manera apropiada e impactante para los espectadores más jóvenes.

## Nuevo contenido y posible reactivación

### Arte conceptual de "10 años después" y "años universitarios"
Durante los años posteriores al final de la serie, Hartman ha provocado a los fanáticos de Danny Phantom una posible secuela o reinicio de la franquicia. En agosto de 2016, en YouTube, Hartman lanzó una obra de arte conceptual para una posible reactivación al tiempo que aludía a ideas sobre lo que les sucedió a los personajes principales en los últimos 10 años. También se publicaron dos videos más de 10 años después. Hartman también creó arte conceptual para Danny Phantom: The College Years, que mostró arte conceptual para Danny y sus amigos en la universidad.

### Los padrinos mágicos Phantom
El 21 de febrero de 2017, Nickelodeon lanzó un corto animado en línea de Danny Phantom, "Los padrinos mágicos Phantom", un crossover con personajes de Los padrinos mágicos, T.U.F.F. Puppy, y Bunsen es una bestia. El corto fue bien recibido por el público y acumuló más de 1 millón de visitas solo en YouTube una semana después de su lanzamiento. Tras el éxito del cortometraje, Hartman lanzó un cómic crossover exclusivo, "Fairly Odd Phantom", basado en el cortometraje en San Diego Comic-Con 2017.

### Posible película de acción en vivo o nuevas series animadas
El 10 de mayo de 2018, en su podcast Speech Bubble con David Kaufman y Colleen O'Shaughnessey, Hartman confirmó que aunque se escribió un guion de película de acción en vivo de Danny Phantom (sin confirmación sobre su estado de producción) para Nickelodeon, los fanáticos continuaron para expresar un mayor entusiasmo por una nueva serie animada. Se desconoce si será para una película de televisión de Nickelodeon o de Nickelodeon Movies.

Realmente queremos hacer más Danny Phantom, obviamente. Incluso escribimos un guión de acción en vivo de Nickelodeon, e íbamos a hacer una película ... pero la gente realmente quiere ver una nueva serie animada, realmente lo hacen. Y tengo muchas ganas de hacer uno durante mucho tiempo, y creo que sería muy divertido, ¿no? La cuestión es que Nickelodeon posee los derechos.

### #GoGhostAgain
El amor por la serie también ha provocado una campaña en las redes sociales, "#GoGhostAgain" (Vuelve Fantasma Otra Vez), dedicada a recuperar la serie después de su cancelación de diez años. En mayo de 2016, Nickelodeon Animation subió el tema musical de Danny Phantom a YouTube y dedicó la canción a esta campaña a través de Twitter. En febrero de 2017, esta campaña fue mencionada en el Podcast de animación de Nickelodeon por el presentador Héctor Navarro y fue bien recibida por los principales miembros del reparto.

## Reparto
| Personaje             | Actor de voz                                            |
| --------------------- | ------------------------------------------------------- |
| Danny Phantom         | David Kaufman                                           |
| Tucker Foley          | Rickey D'Shon Collins                                   |
| Samantha "Sam" Manson | Grey DeLisle                                            |
| Jazz Fenton           | Colleen O'Shaughnessey                                  |
| Jack Fenton           | Rob Paulsen                                             |
| Maddie Fenton         | Kath Soucie                                             |
| Valerie               | Grey DeLisle (Temporada 1) Cree Summer (Temporadas 2-3) |
| Vlad Masters/Plasmius | Martin Mull                                             |
| Director Lancer       | Ron Perlman                                             |
| Dash Baxter           | S. Scott Bullock                                        |
| Paulina               | Maria Canals Barrera                                    |
| Kwan                  | Dat Phan / James Sie                                    |
| Skulker               | Mathew St. Patrick / Kevin Michael Richardson           |
| Ember McLain          | Tara Strong                                             |
| Bertrand              | Jim Ward                                                |
| Dark Danny            | Eric Roberts                                            |
| Dani/Daniela Phantom  | AnnaSophia Robb                                         |
| Desirée               | Peri Gilpin                                             |
| Sangre Joven          | Taylor Lautner                                          |
| Johnny 13             | William Baldwin                                         |
| Sidney Poindexter     | Peter MacNicol                                          |
| Penelope Spectra      | Tara Strong                                             |
| Estrella              | Grey DeLisle (Temporada 1) Tara Strong (Temporadas 2-3) |

## Episodios
Artículo Principal: Lista de Episodios de Danny Phantom

## Serie de sucesores espirituales
El 20 de julio de 2017, Butch Hartman anunció que estaba trabajando en un programa similar a Danny Phantom para YouTube. La fecha de lanzamiento de esta serie, que servirá como un sucesor espiritual de Danny Phantom, sigue siendo desconocida. Hartman declaró: "Estoy trabajando en una serie en este momento que solo estará disponible en YouTube". Hartman también reveló: "Va a ser un poco de anime, un poco en el rango de Danny Phantom. No será Danny Phantom, por supuesto, pero será un espectáculo como ese. Todavía está muy lejos y estamos juntando las piezas, pero el canal de Butch Hartman será donde traeré más de mi serie".
El 26 de febrero de 2018, Rob Orpilla, también conocido como el Kurotheartist, que colaboró con Hartman en numerosas ocasiones como animador, anunció y confirmó que el sucesor tiene derecho ImagiNathan, que posee el mismo título de un piloto no relacionado que Hartman creó para The Noog Red. Orpilla servirá como diseñador y animador tanto para ImagiNathan como para Elf Detective. Mientras que el destino de este último como un lanzamiento o un proyecto basado en la web permanece indeterminado, Butch Hartman confirma que ImagiNathan estará basado en la web específicamente para Oaxis Entertainment.